# Angel Piaff
Angel Piaff (República Checa; 30 de noviembre de 1990) es una actriz pornográfica y modelo erótica checa.

## Biografía
Natural de la República Checa, comenzó su carrera en la industria europea a finales de 2011, contando 21 años, llegando a debutar como actriz en la producción de IFG, junto a la actriz rusa Henessy, Cazando Guiris Por España.
Como actriz ha grabado con estudios tanto europeos como estadounidenses como Magma, Mile High, Doghouse Digital, Private, Evil Angel, 21 Sextury, Reality Kings, Eromaxx Films, Girlfriends Films, Marc Dorcel, Submissed o Pink Visual, entre otros.
En 2014, en su primera participación en los Premios AVN, ganó el galardón a la Mejor escena de sexo en producción extranjera, junto a Aleska Diamond, Anna Polina, Anissa Kate, Rita Peach, Tarra White y Mike Angelo, por The Ingenuous.
En 2018, en la versión europea de los Premios XBIZ, que ese año celebraba su primera edición, estuvo nominada junto a Eveline Dellai y Max Dyor a la Mejor escena de sexo glamcore por The Passionate Three 3.
Ha rodado más de 370 películas como actriz.
Algunos trabajos suyos son A Girl Knows 24, Bi Cuckold, Cream Pie Cuties 4, Doe Dolls, Eternal Passion, Feel My Heat, Her Limit 19, Lesbian Gangbangs, My Dream Girl, Natural Pleasure, Pussy Duets 4 o Swingers Orgies 7.

## Premios y nominaciones
| Año  | Ceremonia           | Resultado | Premio                                        | Trabajo                |
| ---- | ------------------- | --------- | --------------------------------------------- | ---------------------- |
| 2014 | Premios AVN         | Ganadora  | Mejor escena de sexo en producción extranjera | The Ingenuous          |
| 2018 | Premios XBIZ Europa | Nominada  | Mejor escena de sexo glamcore                 | The Passionate Three 3 |